# Monumental Possession
| Recensione | Giudizio |
| ---------- | -------- |
| AllMusic   |          |

Monumental Possession è il secondo album in studio del gruppo musicale norvegese Dødheimsgard, pubblicato nel 1996.

## Tracce
1. Intro – 1:27
2. Utopia Running Scarle – 3:23
3. The Crystal Specter – 3:50
4. Bluebell Heart – 4:16
5. Monumental Possession – 5:44
6. Fluency – 3:37
7. Angel Death – 3:54
8. Lost in Faces – 4:56
9. The Ultimate Reflection – 6:03

## Formazione
- Aldrahn – voce, chitarra
- Vicotnik – batteria, voce
- Jonas Alver – basso
- Apollyon - chitarra, voce